# Bomba de infusão

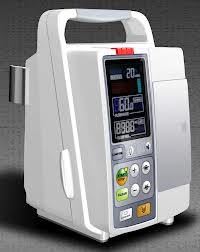
Uma bomba de infusão

Bomba de infusão ou bomba de perfusão é um aparelho médico-hospitalar ou veterinário utilizado para administrar líquidos tais como fármacos ou nutrientes, através do controle de fluxo e volume nas vias venosa, subcutânea, arterial ou esofágica.
Existem vários modelos de bomba de perfusão, mas podemos dividi-las em três classes principais:
- Bombas volumétricas universais
- Bombas de equipos[necessário esclarecer] especiais
- Bombas de seringas

## Bombas volumétricas universais
Este tipo utiliza equipos de soro padrão para bombear e controlar os líquidos a serem infundidos para dentro do corpo. O controle de fluxo nestes equipos sem bomba de infusão é normalmente feito por gravidade e estrangulamento da luz do tubo por um dispositivo chamado de pinça rolete. Quanto maior a luz interna do tubo, maior a vazão e vice-versa. Este método não é estável e varia muito com a temperatura e acomodação do material do tubo, que mede de 2,5 a 4 milímetros de diâmetro e cerca de 2 metros de comprimento.
Com a bomba de perfusão, um acionador mecânico provoca um deslocamento do líquido no interior do tubo por ação peristáltica. Este mecanismo pode ser classificado de rotativo ou linear. O rotativo é composto de um rotor principal munido de roletes que pressionam o tubo dentro de uma voluta ou caçapa, algo como meia panela. O linear é composto de teclas que pressionam o tubo de plástico em sequência e modo senoidal, também de encontro a um encosto. O mecanismo é acionado por um motor de passos com redutor e comandado por um circuito eletrônico de precisão, capaz de informar ao operador o fluxo e quantidade de líquido a perfundir ou já processado. O fluxo (caudal) pode variar desde 0,5 mililitros por hora até 1 litro por hora e quantidades de 1 ml até 10 litros, conforme necessidades do paciente.

## Bombas de equipos especiais
As bombas de infusão especiais (bomba intratecal, bomba elastomérica, bomba peristáltica, bomba de seringa, bomba de equipo) podem ser do mesmo princípio peristáltico descrito acima, porém utilizando equipos feitos com um segmento de tubo mais elástico e mais resistente que o padrão dos tubos de perfusão normais. Normalmente o material utilizado é o silicone, que proporciona maior precisão e durabilidade (até 48 horas). Também são bombas de equipos especiais as que utilizam outros métodos como os de êmbolos ou membranas flexíveis acopladas a válvulas de esferas ou laminares que só permitem o fluxo unidirecional. O fluxo neste caso é pulsátil e também controlado por motores de precisão. Alguns modelos carregam seu próprio suprimento de energia e líquido, como por exemplo as normalmente usadas para dosagens contínuas de insulina ou anestésicos, presas à cintura do portador.

## Bombas de seringa
As bombas de seringa, utilizam seringas de injeção descartáveis comuns para infundir. Por meio de um dispositivo mecânico, um acionador vai empurrando o embolo da seringa continuamente, podendo ser um eixo sem-fim ou engrenagens tipo pinhão e cremalheira. Um tubo fino (equipo de seringa) conduz o líquido da seringa para dentro do corpo, que pode ser por uma agulha de injeção ou cateter. São os modelos de maior precisão e fluxo contínuo.

## Comando eletrônico
A eletrônica digital proporciona segurança para o usuário e o operador, com um teclado de comando como interface para o programa da perfusão, permitindo controlar a velocidade (fluxo, caudal) por tempo ou volume a ser perfundido por tempo. Alguns modelos possuem ainda um banco de memória com as dosagens e diluições dos principais fármacos e soros hidratantes ou nutritivos, permitindo maior facilidade na programação.